# Fabinho Capixaba
Antônio Fábio Francez Cavalcante pseudonim Fabinho Capixaba (ur. 27 czerwca 1984 w Vitórii) – brazylijski piłkarz występujący na pozycji pomocnika.
Grając w Brazylii występował w barwach América Mineiro, Sertãozinho FC, Marília AC, Penapolense SP. Ostatnio gracz União Agrícola Barbarense FC de Santa Bárbara d’Oeste. W okresie przygotowawczym do rundy wiosennej sezonu 2005/2006 został zatrudniony w Pogoni Szczecin. W barwach Granatowo-bordowych zadebiutował w meczu przeciwko GKS Bełchatów (2:0) rozegranym w Bełchatowie 11 kwietnia 2006 roku. 24 kwietnia 2006 Pogoń Szczecin rozwiązała kontrakt z zawodnikiem.